# Jesús (Distrikt in Paraguay)
Jesús ist ein Distrikt im Departamento Itapúa in Paraguay.
Er besteht als solcher seit dem 31. August 1966. Doch bereits im Jahre 1685 gründete der Jesuitenpater Gerónimo Delfín die Jesuitenreduktion Jesús de Tavarangüe, die heute gemeinsam mit der Jesuitenreduktion La Santísima Trinidad de Paraná zum UNESCO-Weltkulturerbe zählt.
Der Distrikt erstreckt sich über eine Fläche von 160 km² und hatte laut Zensus 2002 damals 5.560 Einwohner, wovon 2.186 im urbanen Zentrum des Distrikts wohnhaft waren. Jesús wird umgeben von den Nachbardistrikten Hohenau, Trinidad, La Paz und Capitán Miranda.